# Naturbahnrodel-Weltcup 1995/96
Der Naturbahnrodel-Weltcup 1995/96 wurde in drei Disziplinen und in jeweils sechs Saisonrennen ausgetragen.

## Damen-Einsitzer

### Ergebnisse
| Datum                     | Ort        | Siegerin                        | Zweite           | Dritte              |
| ------------------------- | ---------- | ------------------------------- | ---------------- | ------------------- |
| 26. bis 27. Dezember 1995 | Rautavaara | Elvira Holzknecht               | Irene Zechner    | Sandra Mariner      |
| 28. bis 30. Dezember 1995 | Rautavaara | Irene Zechner                   | Sonja Steinacher | Elvira Holzknecht   |
| 17. bis 19. Januar 1996   | Landskron  | Irene Zechner                   | Sandra Mariner   | Nicole Grüner       |
| 20. bis 21. Januar 1996   | Landskron  | Irene Zechner                   | Sonja Steinacher | Sandra Mariner      |
| 2. bis 4. Februar 1996    | Latsch     | Irene Zechner                   | Sandra Mariner   | Irene Mitterstieler |
| 8. bis 11. Februar 1996   | Stange     | Irene Zechner Elvira Holzknecht |                  | Sandra Mariner      |

### Weltcupendstand
| Rang | Name              | Punkte |
| ---- | ----------------- | ------ |
| 1    | Irene Zechner     | ?      |
| 2    | Sandra Mariner    | ?      |
| 3    | Elvira Holzknecht | ?      |
| 4    | Sonja Steinacher  | ?      |
| 5    | Ljubow Panjutina  | ?      |
| 6    | Simona Martin     | ?      |

Insgesamt gewannen 21 Rodlerinnen Weltcuppunkte.

## Herren-Einsitzer

### Ergebnisse
| Datum                     | Ort        | Sieger            | Zweiter           | Dritter           |
| ------------------------- | ---------- | ----------------- | ----------------- | ----------------- |
| 26. bis 27. Dezember 1995 | Rautavaara | Gerhard Pilz      | Anton Blasbichler | Manfred Gräber    |
| 28. bis 30. Dezember 1995 | Rautavaara | Gerhard Pilz      | Martin Gruber     | Anton Blasbichler |
| 17. bis 19. Januar 1996   | Landskron  | Anton Blasbichler | Martin Gruber     | Franz Obrist      |
| 20. bis 21. Januar 1996   | Landskron  | Anton Blasbichler | Franz Obrist      | Martin Gruber     |
| 2. bis 4. Februar 1996    | Latsch     | Anton Blasbichler | Gerhard Pilz      | Franz Obrist      |
| 8. bis 11. Februar 1996   | Stange     | Gerhard Pilz      | Martin Gruber     | Manfred Gräber    |

### Weltcupendstand
| Rang | Name              | Punkte |
| ---- | ----------------- | ------ |
| 1    | Anton Blasbichler | ?      |
| 2    | Gerhard Pilz      | ?      |
| 3    | Martin Gruber     | ?      |
| 4    | Franz Obrist      | ?      |
| 5    | Manfred Gräber    | ?      |
| 6    | Helmut Ruetz      | ?      |

Insgesamt gewannen 55 Rodler Weltcuppunkte.

## Doppelsitzer

### Ergebnisse
| Datum                     | Ort        | Sieger                        | Zweiter                         | Dritter                          |
| ------------------------- | ---------- | ----------------------------- | ------------------------------- | -------------------------------- |
| 26. bis 27. Dezember 1995 | Rautavaara | Helmut Ruetz Andi Ruetz       | Peter Braunegger Herbert Kögl   | Martin Psenner Arthur Künig      |
| 28. bis 30. Dezember 1995 | Rautavaara | Helmut Ruetz Andi Ruetz       | Martin Psenner Arthur Künig     | Martin Schneebauer Peter Lechner |
| 17. bis 19. Januar 1996   | Landskron  | Helmut Ruetz Andi Ruetz       | Reinhard Beer Herbert Kögl      | Martin Psenner Arthur Künig      |
| 20. bis 21. Januar 1996   | Landskron  | Helmut Ruetz Andi Ruetz       | Martin Psenner Arthur Künig     | Reinhard Beer Herbert Kögl       |
| 2. bis 4. Februar 1996    | Latsch     | Helmut Ruetz Andi Ruetz       | Roland Niedermair Hubert Burger | Jürgen Pezzi Christian Hafner    |
| 8. bis 11. Februar 1996   | Stange     | Jürgen Pezzi Christian Hafner | Martin Psenner Arthur Künig     | Helmut Ruetz Andi Ruetz          |

### Weltcupendstand
| Rang | Name                               | Punkte |
| ---- | ---------------------------------- | ------ |
| 1    | Helmut Ruetz – Andi Ruetz          | ?      |
| 2    | Martin Psenner – Arthur Künig      | ?      |
| 3    | Martin Schneebauer – Peter Lechner | ?      |
| 4    | Jürgen Pezzi – Christian Hafner    | ?      |
| 5    | Roland Niedermair – Hubert Burger  | ?      |
| 6    | Marcin Pawlus – Andrzej Laszczak   | ?      |

Insgesamt gewannen 18 Doppelsitzer Weltcuppunkte.

## Nationenwertung
| Rang | Land        | Punkte |
| ---- | ----------- | ------ |
| 1    | Österreich  | ?      |
| 2    | Italien     | ?      |
| 3    | Deutschland | ?      |
| 4    | Finnland    | ?      |
| 5    | Polen       | ?      |
| 6    | Russland    | ?      |

Insgesamt gewannen Rodler aus elf Nationen Weltcuppunkte.